# T-722
La T-722 és una carretera local de les comarques de l'Alt Camp i del Tarragonès. Duu la T perquè és de les carreteres que pertanyen a la demarcació de Tarragona. Discorre pels termes municipals del Morell, Vilallonga del Camp, a la comarca del Tarragonès, el Rourell, la Masó, el Milà, Alcover i Valls, a la comarca de l'Alt Camp, on enllaça amb la carretera C-37, en la qual té el final, just al límit dels termes municipals de Valls i d'Alcover.
La carretera s'estén des del centre del Morell, d'on surt per l'Avinguda de Valls. A la cruïlla d'aquesta avinguda amb les avingudes de la Pau, Tarragona i Camí de Reus i amb la Rambla de Pau Casals enllaça amb la carretera T-750; a Vilallonga del Camp es troba amb la carretera TV-7223 dins de la població i amb la TV-7222 a la seva sortida nord. A la Masó enllaça amb la T-751, i en terme del Milà, amb la TV-7221. Al cap de poc d'entrar en el terme de Valls es troba amb el punt rodó on s'aboca a la C-37; en el mateix lloc enllaça alhora amb la carretera TV-7421.